# Enhydrictis
Enhydrictis — рід вимерлих зорил (Ictonychinae). Типовим і найвідомішим видом є Enhydrictis galictoides з плейстоцену Сардинії та Корсики.

## Таксономія
Точна кількість видів Enhydrictis була предметом дебатів. Так, вид P. pilgrimi, був класифікований як належний до Enhydictis (як Enydrictis ardea), хоча це малоймовірно. Дослідження 2019 року також показує, що рід Oriensictis з Азії також слід вважати синонімом Enhydrictis. У 2016 році був описаний новий вид з Алжиру. Відомий як Enhydrictis hoffstetteri, це перший представник роду, відомий з Африки. Інші вчені вважали віднесення цього виду до Enhydrictis сумнівним, і що цей вид замість цього слід помістити в Pannonictis. У 2018 році був описаний новий вид Enhydrictis praegalictoides із місць середнього плейстоцену на Сардинії, який, ймовірно, є предком E. galictoides.
Enhydrictis та його родичі класифікуються в підродині Ictonychinae і трибі Galctini. Хоча Galictini були широко розповсюджені в Євразії протягом пліоцену та раннього плейстоцену, єдині сучасні роди племені, Galictis і Lyncodon, є ендеміками Центральної та Південної Америки.

## Опис
Enhydrictis galictoides був досить великою, міцною наземною мустелою. Коли вперше було описано, вважалося, що це видроподібний вид, пристосований до водного способу життя, але дослідження кісток кінцівок не підтверджують такі твердження.

## Споріднені види
Протягом плейстоцену Сардинія була домом для кількох інших мустел, таких як видри Megalenhydris і Sardolutra.